# Aéroport international de Saipan
L'aéroport international de Saipan (code IATA : SPN • code OACI : PGSN), est un aéroport situé à Saipan, en Îles Mariannes du Nord.

## Situation
| Saipan Rota Tinian Pagan |